# Fulladu West
Fulladu West é um distrito da Gâmbia.